# Castegnero

Chiesa parrocchiale di san Michele arcangelo, di Villaganzerla di Castegnero

Castegnero (Castenjero in veneto) è un comune italiano di 2 777 abitanti della provincia di Vicenza in Veneto.

## Origini del nome
Un'ipotesi attribuisce il nome Castegnero al fatto che la zona è ricca di piante di castagno (castanea); era infatti usanza romana far derivare la denominazione di un luogo da un particolare tipo di flora o fauna tipico della zona.
Altre ipotesi si rifanno alla terminologia militare medievale, sostenendo che l'antico toponimo Castegnendum derivi da Castrum nedum, un germanismo indicante opere difensive; questa interpretazione sarebbe avvalorata da un documento del 1219, in cui compare il toponimo Castelniero, e dal fatto che nella zona si trova la Via Castellaro, esplicito richiamo ad una fortezza militare.

## Storia

### Epoca antica
Il territorio ora occupato dal Comune di Castegnero venne abitato, nella parte collinare, da popolazioni protovenete, la cui presenza è testimoniata da reperti rinvenuti in località Castellaro. Reperti di epoca successiva, tra cui vasi, fibule ed embrici, confermano l'annessione del territorio, nel II secolo a.C., alla Repubblica romana. Del periodo è una stele in marmo, conservata nella chiesa parrocchiale di San Giorgio, recante un'iscrizione in lingua latina dove si legge che "Satria Procula" dedicava la stessa alla dea Fortuna.

### Medioevo
Con la calata in Italia dei Longobardi e la loro dominazione, che durerà per circa due secoli, anche Castegnero, in virtù del fatto che si situava in un punto strategico, fu sede di un insediamento longobardo, circostanza questa che potrebbe essere in parte confermata dal titolo della Chiesa parrocchiale intitolata a San Giorgio, santo tipico del culto longobardo. Con la benefica presenza dei monaci Benedettini, a partire dalla seconda metà dell'VIII secolo, il territorio subì una lenta ma progressiva trasformazione: si diede avvio ad un'incisiva opera di bonifica agraria e si fondarono ospedali per i poveri e i pellegrini. In alcuni documenti del 1431 e del 1443 si ricorda l'esistenza a Castegnero di un Ospedale dedicato a San Michele.
È probabile che nel Medioevo Castegnero disponesse di due castelli: il più importante sul monte denominato "Castellaro", il secondo nei pressi della chiesa di San Giorgio che dipendeva dalla pieve di San Mauro di Costozza; le prove dell'esistenza di quest'ultimo risultano da un atto del 1266 e dai resti antichi incorporati nel campanile e tuttora visibili. Una roccaforte esisteva anche a Villaganzerla, di proprietà dei nobili Ganzerla, famiglia da cui il paese prese più tardi il nome.
Castegnero si trovava in una delle zone maggiormente soggette alle scorrerie dei Padovani e così nel 1312, quando Vicenza passò sotto gli Scaligeri, la località fortificata nei pressi del ponte sul Bisatto fu espugnata e i pochi contadini di guardia furono gettati nel canale, mentre la popolazione si rifugiò nei "covoli", le grotte naturali dei colli circostanti. Verso la metà del Trecento, durante la dominazione scaligera, il territorio di Castegnero fu soggetto, sotto l'aspetto amministrativo e fiscale, al Vicariato civile di Barbarano e tale rimase sino alla fine del XVIII secolo.

### Epoca moderna e contemporanea
Tutto il Vicentino passò poi sotto la signoria della Serenissima Repubblica e anche per Castegnero si aprì un periodo di relativa prosperità e tranquillità, interrotto saltuariamente da guerre e da calamità naturali, acuite dalla miseria; da evidenziare come, durante questo periodo, le comunità di Castegnero e Villaganzerla costituivano due Comuni indipendenti, retti da propri statuti e da propri amministratori. Per evitare sprechi, con decreto imperiale, nel 1816, furono sciolti i Comuni più piccoli e così Villaganzerla venne aggregata amministrativamente al Comune di Castegnero.

### Simboli
Lo stemma è troncato da un filetto in fascia di rosso: nella parte superiore d'oro, è rappresentato il tempio della Fortuna Virile di Roma, visto in prospettiva, con la scritta "Fortunae" sulla base laterale; in quella inferiore, di verde, i resti di un tempio greco, con la scritta "Palladium" sulla base.
Il tempio della Fortuna Virile simboleggia l'antica radice storica del paese, documentata dal ricordo e dai resti del tempio pagano dedicata alla Fortuna, sulle cui fondamenta fu costruita la chiesa parrocchiale del capoluogo; il tempio greco simboleggia l'ideale dell'istituzione democratica del comune.
Il gonfalone è un drappo partito di giallo e di verde.

## Monumenti e luoghi d'interesse

### Architetture religiose
In territorio comunale si trovano alcune chiese storiche:

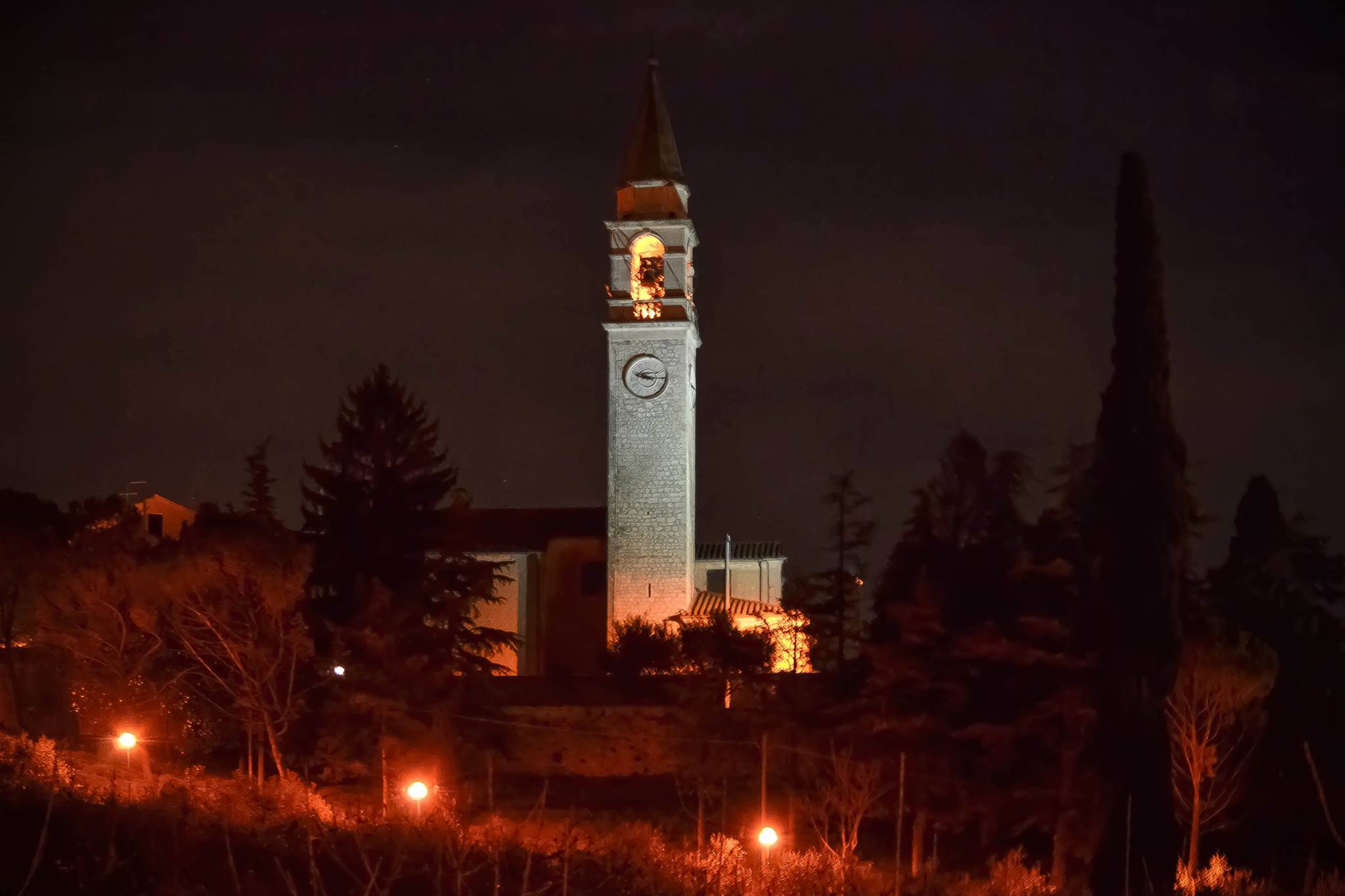
Chiesa parrocchiale di San Giorgio

- Chiesa di San Giorgio Martire (XV - XIX secolo). Dedicata a san Giorgio, che è anche patrono della cittadina, sorge sul sito dell'originario edificio religioso, del quale si trova documentazione che esisteva già nel XIII secolo; fu poi demolito per sostituirlo con l'attuale, sorto nel XV secolo, nell'area dove precedentemente era situato il castello di Castegnero, anch'esso scomparso, e dal quale si ipotizza provengano le due lapidi murate nel campanile. Più volte impreziosita da interventi migliorativi, deve il suo attuale aspetto al restauro effettuato su disegno di Carlo Barrera nel XIX secolo.[11] Attualmente sede parrocchiale con il titolo di San Giorgio Martire, fa parte del vicariato Riviera Berica della diocesi di Vicenza.[12]
- Chiesa di San Michele arcangelo (XV secolo) nella frazione Villaganzerla. L'attuale edificio di culto è stato edificato agli inizi del XX secolo sotto la guida dell'allora parroco mons. Ubaldo Munaretto. Si tratta di una chiesa ad unica navata e avente due cappelle laterali nelle quali sono stati eretti due altari: uno dedicato alla Beata Vergine Maria Immacolata di Lourdes e l'altro dedicato a san Giuseppe. Nei primi anni del '900, sempre sotto la guida di mons. Munaretto, è stato eretto l'attuale campanile con 5 campane fuse dalla ditta Cavadini. Di epoca più recente è la sesta campanella, collocata nella facciata parallela a quella della chiesa, fissata sulla torre campanaria come richiamo per gli ultimi minuti prima dell'inizio delle celebrazioni eucaristiche.
- Antica chiesa parrocchiale di Nanto.

### Architetture civili
- Villa Bonomo Carretta (XVIII secolo). Costruita verso il 1760 su progetto di Enea Arnaldi, la villa appare come una manifestazione del Neoclassicismo vicentino, che s'ispira ai modelli palladiani. Non ancora portata a termine a 100 anni dalla sua progettazione, la villa venne completata solo nella seconda metà del XIX secolo, con alcune modifiche al disegno originario, soprattutto nell'articolazione del prospetto e nelle proporzioni dell'insieme.
- Villa Clementi (XVII secolo). Complesso architettonico costituito da alcuni edifici in parte edificati nel XVII secolo, fu restaurato ed abbellito nel suo corpo centrale all'inizio del Settecento, diventando la casa padronale di campagna della famiglia Clementi.
- Villa Maffei Costalunga (XVII secolo). Edificio quattrocentesco che ha subito, nei secoli, varie trasformazioni, in particolare nel Seicento, quando è stato aggiunto un portico a pilastri bugnati con un arco centrale sorretto da due colonne d'ordine corinzio. Nel 1652 è stata aggiunta la cappella gentilizia dedicata all'Assunzione di Maria, in cui si conserva una statua della Madonna Assunta attribuita ad Angelo Marinali. Sul lato orientale del cortile sorge un edificio seicentesco costruito per accogliere un mulino, ed ora adibito a cantina per la produzione e la conservazione del vino dell'azienda agricola Costalunga, attuali proprietari della villa.
- Villa Sermondi (XVIII secolo). Il corpo padronale della villa è diviso in due parti, una più chiusa mentre l'altra si apre in un'elegante loggia a cinque intercolumni. Il complesso comprende anche una cappella dedicata alla SS.ma Trinità, costruita nel 1738.

### Aree naturali

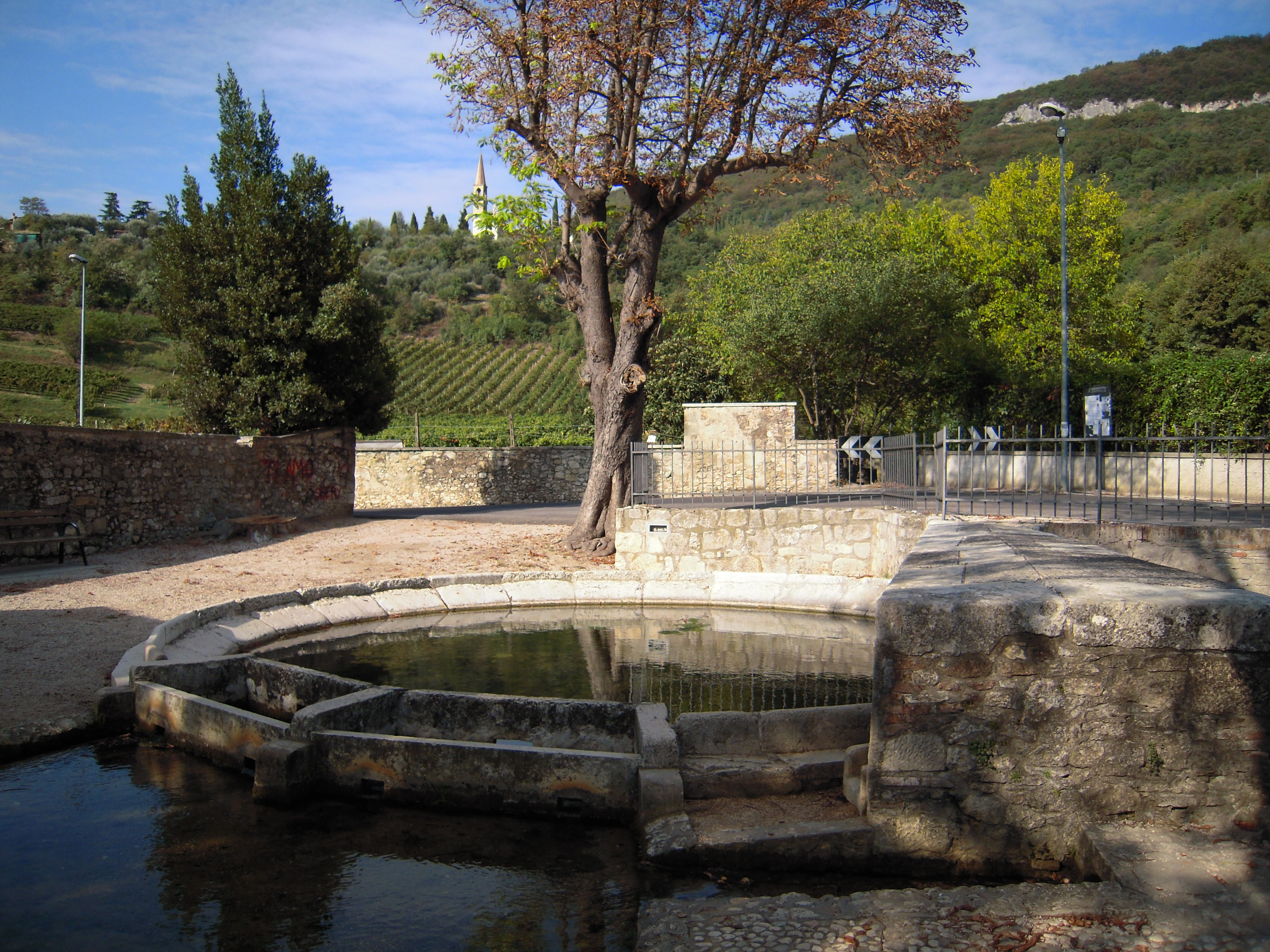
La Fontana Fozze, con la sua sorgente d'acqua, antico lavatoio paesano.

Il territorio collinare a Ovest dell'abitato di Castegnero è un'area interessante che permette di conoscere una natura rigogliosa, in parte antropizzata, in cui si trovano, oltre ai castagneti, boschi di carpino nero e di roverella che vengono periodicamente tagliati, alberi di Giuda, cornioli e un fitto tappeto di pungitopo e asparagi selvatici. Interessanti sono anche le tracce degli insediamenti e delle attività dell'uomo in tempi passati: antiche abitazioni e fontane, croci votive, cave di pietra.
Due cavità naturali, il "Covolo dei Covoletti" e il "Covolo murato di Castegnero", si aprono in corrispondenza di una cengia rocciosa lunga circa 300 m ed esposta a sud che segue e mezza costa il versante collinare, segnato nel pendio sottostante da ripidi gradoni rocciosi ricoperti da vegetazione boschiva.

## Società

### Evoluzione demografica
Abitanti censiti

## Cultura
A Castegnero vi sono una scuola dell'infanzia statale (San Giuseppe), una scuola primaria (G. Zanella), una scuola secondaria di primo grado (N. Pizolo), la palestra comunale (G. Chemello),  la Biblioteca Comunale di Castegnero.
A fine 1800 l'obliterazione postale era Castagnero. La stessa dicitura Castagnero risulta anche su cartolina postale illustrata, veduta panoramica,   spedita nel 1915.

## Geografia antropica
Frazioni del comune di Castegnero sono Ponte di Castegnero, Villaganzerla (con circa 1 000 abitanti), Castellaro.
Altre località o contrade sono: Pasine, Sermondi, Friuli, Del Lavoro

## Infrastrutture e trasporti
Il trasporto pubblico a Castegnero è garantito da autocorse svolte dalla società SVT.
Fra il 1887 e il 1979 la località fu servita dalla fermata Ponte di Castegnero della tranvia Vicenza-Noventa-Montagnana, gestita da FTV.